# Longshan, Guangdong
Longshan är en köping i sydöstra Kina. Den ligger i Fogang härad i staden Qingyuan i provinsen Guangdong, omkring 70 kilometer norr om provinshuvudstaden Guangzhou. Antalet invånare är 41 131. Befolkningen består av 19 821 kvinnor och 21 310 män. Barn under 15 år utgör 22,0 %, vuxna 15-64 år 67 %, och äldre över 65 år 9,0 %.